# Rupert Pfab
Rupert Pfab (* 1964 in Bayreuth) ist ein deutscher Kunsthistoriker und Ausstellungskurator.

## Leben
Pfab studierte Kunstgeschichte und Geschichte in Würzburg, Bologna und Berlin und wurde an der Freien Universität Berlin bei Eberhard König promoviert.
Seit Mitte der 1990er Jahre war er Kurator für zeitgenössische Kunst und Fotografie in verschiedenen Museen und Ausstellungshäusern, darunter in der Kunsthalle Düsseldorf, dem Museum Kunstpalast in Düsseldorf und den Deichtorhallen in Hamburg.
Pfab publizierte zahlreiche Texte zur zeitgenössischen Kunst und kuratierte Ausstellungen, darunter die erste Retrospektive von Andreas Gursky 1998 in der Kunsthalle Düsseldorf (zusammen mit Marie Luise Syring). Ein Jahr später kuratierte er ebenfalls in der Kunsthalle Düsseldorf die umfassende Werkschau City von Beat Streuli, die anschließend auch im Kunsthaus Zürich gezeigt wurde. Er war Kurator der zweiteiligen Ausstellung heute bis jetzt. Zeitgenössische Fotografie aus Düsseldorf, an der 34 Künstler teilnahmen und die 2002 im Museum Kunstpalast in Düsseldorf gezeigt wurde. Im Dezember 2005 gründete er die Düsseldorfer Galerie Rupert Pfab, seither ist Pfab als Galerist tätig.
Rupert Pfab ist seit 2010 Mitglied im Beirat für bildende Kunst in Düsseldorf und der Jury des Künstlerdorfs Schöppingen (2009, 2010, 2011) und saß in den Jurys des A.T. Kearney Förderpreises (2009, 2010) und des Epson Art Award (2007, 2008).

## Schriften
- Der zum Bild gewordene Blick. Stadtbild und Städtebild im fotografischen Werk Thomas Struth. Düsseldorf, 1995
- Boris Becker. Konstruktionen. Anlässlich des Max-Pechstein-Förderpreises, Städtisches Museum Zwickau 1995
- Das Licht entdecken. Zum fotografischen Werk Rolf Sackenheims. In: Paul Good (Hg.), Organon und Harfe. Der Künstler Rolf Sackenheim, Düsseldorf 1996
- Stille Form und Farbe. Die Industriearchitekturen von Bernd und Hilla Becher und das Stilleben bei Claus Goedicke und Thomas Ruff. In: Masafumi Fukagawa (Hg.), Kawasaki City Museum, 1996
- Silke Leverkühne. Wolkenbilder. In: Silke Leverkühne. Wolkenbilder. Landschaften, Von der Heydt Museum Wuppertal 1997
- Wahrnehmung und Kommunikation. Überlegungen zu neuen Motiven von Andreas Gursky. In: Andreas Gursky. Fotografien 1984 bis heute, Kunsthalle Düsseldorf, 1998, ISBN 978-3-88814-822-4 (mit Marie L. Syring)
- Die Lyrik der Bilder. Elger Essers Veduten und Landschaften. In: Elger Esser, Veduten und Landschaften, Kunstverein Siegen 1998
- Fotografien des modernen Lebens. In: Beat Streuli: City. Kunsthalle Düsseldorf, Kunsthalle Zürich 1999 (mit Boris Groys)
- Magie der Orte. In: Elger Esser, Veduten und Landschaften. Schirmer Mosel Verlag, München, 2000
- Stilpluralität in der Düsseldorfer Kunst. Werke und Konzept der Ausstellung. In: 2356 km. Kunst aus Düsseldorf in Moskau. Kunsthalle Düsseldorf (Hg.), Neue Manege Moskau, 2000
- Studien zur Düsseldorfer Fotografie. Die frühen Akademieschüler von Bernd Becher. Verlag und Datenbank für Geisteswissenschaften Weimar 2001
- Art and Artists in Düsseldorf. Reflections on an international phenomenon. In: Ex(o)DUS. Andreas Bunte, Katharina Fritsch, Ralf Gemein, Katharina Grosse, Andreas Gursky, Katja Kloft, Michael van Ofen, Thomas Ruff, Thomas Schütte, Thomas Struth, Jens Ulrich, Jan Wagner, Stefan à Wengen. Haifa Museums, Haifa Museum of Art 2001
- Between home and heaven. Neue Tendenzen in der Düsseldorfer Fotografie. In: heute bis jetzt. Zeitgenössische Fotografie aus Düsseldorf, museum kunst palast, Düsseldorf, Band 2, 2002, sowie über Laurenz Berges, Natascha Borowsky, Nina Pohl, Lois Renner
- heute bis jetzt. Zeitgenössische Fotografie aus Düsseldorf. museum kunst palast, Düsseldorf, Band 1, über Dunja Evers, Andreas Gursky, Mischa Kuball, Jörg Sasse, Thomas Struth. ISBN 978-3-9808208-1-3
- busy harvest. In: Christopher Muller, Seeing things. Städtische Galerie Nordhorn u. a. 2002
- Lebende Bilder. Die Skulpturen und Installationen von Luka Fineisen. In: Debut: Luka Fineisen, Kunstverein Offenburg/Mittelbaden 2002
- A poem of reality. In: Lois Renner 1991–2003, Oberösterreichisches Landesmuseum, Linz 2003
- Das Rätsel der Städte. Thomas Struths Aufnahmen aus Brasilien. Galerie Distrito 4, Madrid, 2003
- Portraits in der Fotografie. Überlegungen zu einem rätselhaften Phänomen. In: A Clear Vision. Fotografien aus der Sammlung F.C. Gundlach. Deichtorhallen Hamburg, 2003
- Non-Events?. Photographs by Simone Nieweg and Laurenz Berges, street level photoworks, Goethe Institute Glasgow 2004
- Lois Renner / modus Potsdam
- Simone Nieweg. In: Lois Renner. In: 26th Biennale de Sao Paulo, Brasilien und in: Contrabandistas 2005
- Paradigm and Discourse. In: The Helsinki School. Photography by TaiK. Timothy Persons (Hg.), Ostfildern 2005